# Простий дієслівний присудок
Простий дієслівний присудок — присудок, виражений дієсловом у дійсному, умовному або наказовому способі, а також неозначеною формою дієслова.
До простих дієслівних присудків належать:
1. присудки виражені складеною формою майбутнього часу дієслова (Буду я навчатись мови золотої (А.Малишко));
2. присудки виражені фразеологізмами (Дівчинка спекла рака й знітилась (Ю.Яновський)).
Також до простих дієслівних присудків належать:
- неозначена форма дієслова у двоскладному реченні.
- лише неозначена форма дієслова без допоміжних слів.
- вигук присудковий.
- способова форма дієслова, ускладнена частками.

| Мовознавство | Це незавершена стаття з мовознавства. Ви можете допомогти проєкту, виправивши або дописавши її. |